# Jheshong Tsewang Tamdin
Jeshong Tsewang Tamdin aussi écrit Jheshong Tsewang Tamding (tibétain : བྱེ་གཞོང་ཚེ་དབང་རྟ་མགྲིན, Wylie : bye gzhong tshe dbang rta mgrin) est un ministre de l'administration Sakya au Tibet devenu président du Parlement tibétain en exil puis ministre de la Sécurité du gouvernement tibétain en exil puis des finances.

## Biographie

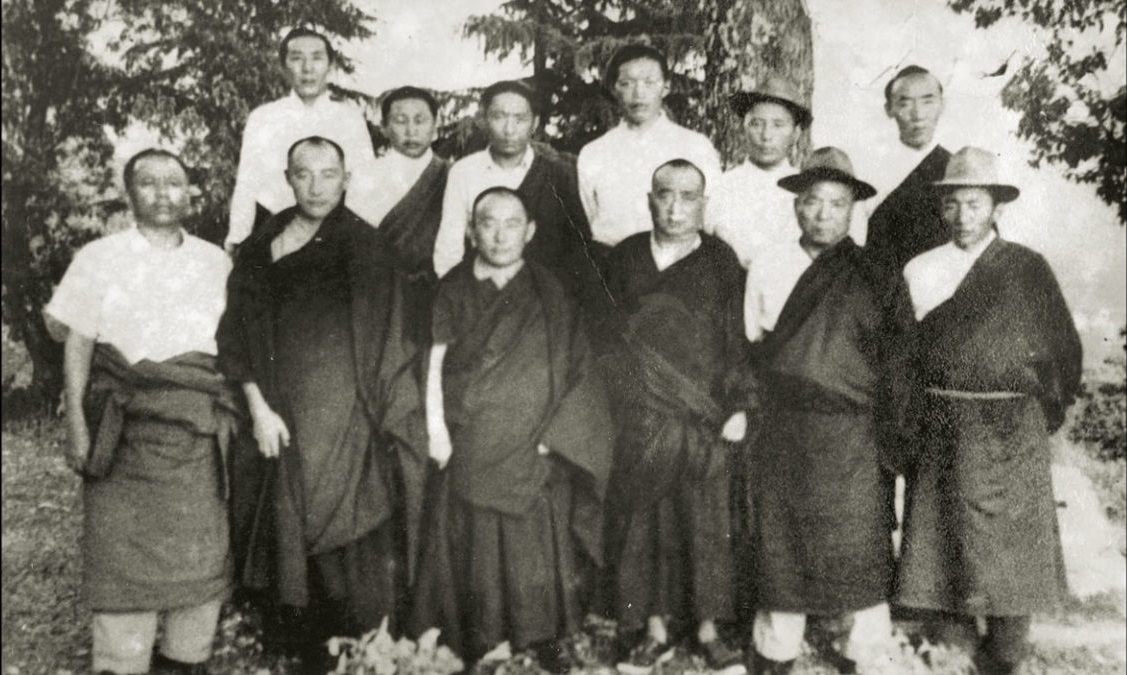
Les membres de la 1re Assemblée tibétaine. Rangée avant, de gauche à droite : Tsering Gonpo, Atro Rinpoché Karma Shenphen Choekyi Dawa, Tongkor Trulku Lobsang Jangchup, Lobsang Namgyal, Dorjee Pelsang, Tsultrim. Rangée arrière, de gauche à droite : Lobsang Nyendak, Jheshong Tsewang Tamdin, Tsering Wangdue, Rinchen Tsering, Kalsang Damdul, Wangdu Dorje

Tsewang Tamdin est ministre de l'administration Sakya au Tibet quand les Chinois qui essayaient d'instaurer des réformes dans diverses régions du Tibet au début des années 1950 sont arrivés pour la première fois à cheval dans la principauté de Sakya en 1953. Il déclara avoir entendu des cris de plusieurs personnes apeurées à la vu d'étrangers porteurs d'armes à feu monter à cheval à Sakya.
Après le soulèvement tibétain de 1959 et la fuite du 14e dalaï-lama, il s'est enfui du Tibet avec le sakya trizin Ngawang Kunga Tegchen Palbar
Lors de la mise en place de la première Assemblée des députés du peuple tibétain (alors connue sous le nom de Commission des députés du peuple tibétain), il est élu de la 1er Assemblée tibétaine représentant l'école sakya du bouddhisme tibétain et exerce les fonctions de député pendant trois mandat au Parlement tibétain en exil dont il est président de 1964 à 1969.
Le 29 mai 1969, le ministère des Finances est établi et Tsewang Tamdin en est le premier kalon (ministre).